# Call of Duty: Infinite Warfare
Call of Duty: Infinite Warfare è un videogioco del 2016 di genere sparatutto in prima persona, sviluppato da Infinity Ward per le piattaforme PlayStation 4, Xbox One e PC e pubblicato da Activision Blizzard il 4 novembre 2016. Ufficializzato il 2 maggio 2016, il gioco è il tredicesimo capitolo della serie Call of Duty.
Nel gioco sono presenti, come di consueto nei Call of Duty, la modalità Campagna e quella Multigiocatore, mentre come modalità "extra" dopo l'esperimento non apprezzato di Estinzione in Call of Duty: Ghosts, Infinity Ward si è dedicato a una nuova modalità Zombie, tra cui 5 mappe di cui 4 DLC.
Nelle edizioni speciali del gioco è stata resa disponibile una versione rimasterizzata di Call of Duty 4: Modern Warfare sviluppata da Raven Software chiamata Call of Duty: Modern Warfare Remastered, scaricabile separatamente.

## Trama
In un imprecisato futuro l'umanità ha colonizzato tutto il sistema solare. Trent'anni prima degli eventi narrati è nata un'insurrezione che ha portato il Settlement Defense Front (SDF) al potere su Marte e successivamente parte del sistema solare. Su Europa, gelido satellite di Giove, viene inviata una squadra speciale della SATO, l'esercito dell'UNSA (United Nations Space Alliance), che deve verificare alcune presunte attività dell'SDF e recuperare un prezioso prototipo. La squadra ingaggia l'SDF e distrugge l'edificio, ma fallisce a recuperare il prototipo e viene poi eliminata dall'ammiraglio Salen Kotch e gli uomini dell'SDF. Sulla terra a Ginevra i tenenti Nick Reyes e Nora Salter vengono a conoscenza di quanto accaduto mentre assistono alla parata e ai fuochi d'artificio della flotta UNSA. Poco dopo l'SDF attacca Ginevra prendendo il controllo dei cannoni antiaerei AATIS e distruggendo la maggior parte della flotta UNSA. Reyes, Salter insieme all'automa E3N "Ethan" e pochi altri riescono a fermare gli uomini dell'SDF prima che distruggano i cannoni lasciando la Terra senza difese, poi con i loro caccia si dirigono fuori dall'atmosfera dove il resto della flotta UNSA sta fronteggiando la flotta SDF.
Quando arriva la nave ammiraglia SDF Olympus Mons, capitanata dall'ammiraglio Kotch, le cose volgono al peggio, ma viene costretta alla ritirata da uno speronamento tattico della portaerei UNSA Retribution. Finita la battaglia sono rimaste solo due navi: la Retribution, danneggiata, e il cacciatorpedinere Tigris, intatto. Reyes e gli altri salgono a bordo della portaerei dopo la vittoria scoprendo che il comandante è morto nella battaglia. Il quartiere generale UNSA affida il comando a Reyes promuovendolo capitano. Successivamente la squadra di Reyes, con il supporto dei Marines guidati dal sergente maggiore Omar, svolgono una serie di attacchi di guerriglia e operazioni contro l'SDF: prima difendono il gateway lunare dall'attacco degli SDF, poi assaltano una stazione di rifornimento nemica su Titano, in seguito indagano sull'asteroide Vesta 3 in orbita vicino a Mercurio scoprendo che l'SDF ha hackerato i robot uccidendo i coloni.
Dopo la distruzione della nave alleata Tigris da parte dell'Olympus Mons, Reyes decide di tenderle una trappola sulla Terra. Dopo varie peripezie, riesce ad abbordare la nave nemica uccidendo l'ammiraglio Kotch e occupando la nave, quindi la conduce nell'orbita di Marte usandola per distruggere l'intera flotta SDF più il loro cantiere navale orbitale con un attacco a sorpresa affiancato dalla Retribution. Entrambe le navi precipitano sul pianeta prima di distruggere il cantiere e Reyes decide di sferrare un ultimo disperato attacco con i superstiti per distruggere la stazione. Alla fine Reyes decide di sacrificarsi con Ethan per permettere a Salter e pochi altri di rubare un cacciatorpediniere nemico e distruggere con le sue armi la stazione e le ultime navi rimaste del SetDef e il cantiere navale prima di fuggire sulla Terra. Nell'epilogo, si può sentire un ufficiale dell'UNSA (l'ammiraglio Coupe) raccontare le eroiche azioni di Reyes e del resto dell'equipaggio della Retribution, mentre si può vedere Salter passare di fronte ad una placca con su scritti i nomi dell'equipaggio della Retribution, tra cui Reyes.

## Modalità di gioco
In Infinite Warfare, a differenza del predecessore Call of Duty: Black Ops III la campagna non è giocabile in cooperativa.
Nel multigiocatore ritorna il sistema Create-A-Class, con 10 slot disponibili per modificare il proprio equipaggiamento.
Continuano ad esserci, come nel suo predecessore, gli specialisti, solo che in questo gioco gli specialisti sono chiamati Combat Rigs che non hanno una loro personalità o un nome: sono semplici soldati anonimi ognuno con arsenale e attributi (abilità passive) diversi. I giocatori possono scegliere una parte dell'arsenale e un attributo per ogni Combat Rig.

### Combat Rig
Guerrigliero: Combat Rig classe assalto, per agire in una vasta gamma di situazioni.
- Arsenale:
  - Claw: Arma a dispersione a fuoco rapido che spara proiettili balistici rimbalzanti.
  - Concentrazione: Raddoppia i punti delle serie per breve tempo.
  - Overdrive: Fornisce un bonus temporaneo alla velocità.
- Attributi
  - Ping: Uccisioni e assist attivano un ping sulla minimappa in corrispondenza delle posizioni nemiche.
  - Persistenza: Disattiva l'azzeramento delle serie di punti dopo la morte, ma l'attivazione delle serie di punti sarà sempre più costosa.
  - Rifornimento: Rifornisci letali e tattiche raccogliendo le scatole di munizioni rimaste a terra con uccisioni effettuate con armi balistiche o energetiche non esplosive.

Mercenario: Combat Rig classe mercenario, indicato per difesa pesante e fuoco di soppressione.
- Arsenale
  - Steel Dragon: Arma a raggi pesante con tracciamento di bersagli multipli.
  - Carica: Consente di caricare in avanti con uno scudo travolgendo tutti i nemici lungo la traiettoria.
  - Corazza reattiva: Involucro elettromagnetico che protegge da qualsiasi tipo di danno.
- Attributi
  - Infusione: Recupero della salute più rapido.
  - Fisico robusto: Iniziare con la quantità massima consentita di armi e munizioni non rallenta il movimento.
  - Onda d'urto: Premendo il pulsante dell'attacco corpo a corpo mentre si è in aria si esegue un devastante schianto a terra.

Sinapsi: Robot di classe C6 comandato a distanza ottimizzato per velocità e combattimento ravvicinato.
- Arsenale
  - Equalizer: doppia mitragliatrice integrata nelle braccia e munita di silenziatore per il combattimento ravvicinato.
  - Rewind: Fa tornare a una posizione precedente ripristinando salute e munizione.
  - Reaper: Passa alla modalità corpo a corpo rapida.
- Attributi
  - Impeto combattivo: Dopo ogni uccisione la velocità di movimento aumenta per breve tempo.
  - Propulsione: Propulsori migliorati che consentono di recuperare l'energia più in fretta e danneggiare i nemici sottostanti.
  - Iper-propulsione: Fa muovere rapidamente in ogni direzione premendo il pulsante di scatto.

Iperluce: Prototipo iperluce, tecnologie all'avanguardia per un vantaggio in battaglia.
- Arsenale
  - Eraser: Pistola energetica in grado di vaporizzare i bersagli.
  - Salto iperluce: Salto iperluce focalizzato che ti trasferisce all'istante poco più avanti.
  - Sfasamento: Trasferisce in una dimensione parallela per proteggerti dai danni. I nemici sfasati possono danneggiarti.
- Attributi
  - Super-carica: Le uccisioni lasciano a terra pacchetti che ricaricano l'arsenale della tua squadra.
  - Percezione: L'interfaccia lampeggia in giallo quando un nemico fuori dal tuo campo visivo ti sta puntando.
  - Scivolata tattica: scivoli più lontano e puoi attivare la modalità mirino mentre scivoli consumando meno turbo.

Stryker: Combat Rig classe stryker, per controllare ampie aree e supportare i compagni di squadra.
- Arsenale
  - Cannone a vortice: Lanciatore di proiettili a bassa velocità in grado di distorcere la gravità, attirando e danneggiando i nemici.
  - Micro-torretta: Torretta automatica trasportabile compatta
  - Centurion: Sistema difensivo trasportabile che distrugge i proiettili ed emette un potente campo elettromagnetico.
- Attributi
  - Trasmissione: L'equipaggiamento posizionato segnala al giocatore la presenza di nemici sulla minimappa. l'equipaggiamento lanciato evidenzia i nemici dopo la detonazione.
  - Drone Trophy: Sistema Trophy trasportabile che distrugge una granata letale in arrivo e poi si ricarica.
  - Esperto: Oggetti d'equipaggiamento e droni sono più resistenti ai danni e restano in campo anche dopo la morte.

Spettro: Combat Rig classe spettro, per mimetizzazione e attacchi a lungo raggio.
- Arsenale
  - Ballista EM3: Lanciatore di proiettili elettromagnetici ad alta precisione.
  - Pulsar: Sensore EM avanzato che consente di visualizzare le posizioni nemiche.
  - Mimetizzazione: Rende pressoché invisibile.
- Attributi
  - Bersaglio marcato: I nemici danneggiati con armi da fuoco vengono marchiati e non possono recuperare salute per 5 secondi.
  - Retroguardia: Scudo posteriore che protegge dagli attacchi alle spalle.
  - Percezione potenziata: Un segnale acustico indica la presenza di nemici in aria o in avvicinamento rapido.

## Doppiaggio
| Direzione del doppiaggio: Stefano Ferrari | Direzione del doppiaggio: Stefano Ferrari | Direzione del doppiaggio: Stefano Ferrari |
| Campagna                                  | Campagna                                  | Campagna                                  |
| Personaggio                               | Motion capture Doppiatore originale       | Doppiatore italiano                       |
| ----------------------------------------- | ----------------------------------------- | ----------------------------------------- |
| Nick Reyes                                | Brian Bloom                               | Diego Baldoin                             |
| Nora Salter                               | Jamie Gray Hyder                          | Katia Sorrentino                          |
| E3N Ethan                                 |                                           | Mattia Bressan                            |
| Sean Brooks                               | Jason Barry                               | Matteo De Mojana                          |
| Maynard Griffin                           | Robert Baker                              | Maurizio Merluzzo                         |
| Frederick Raines                          | John Marshall Jones                       | Oliviero Corbetta                         |
| Todd Kashima                              | Eric Ladin                                | Jacopo Calatroni                          |
| Victor Diallo                             | Omid Abtahi                               | Edoardo Lomazzi                           |
| Usef Omar                                 | David Harewood                            | Domenico Brioschi                         |
| Carl Hamilton                             | Lewis Hamilton                            |                                           |
| Maureen Ferran                            | Claudia Christian                         | Lorella De Luca                           |
| Salen Kotch                               | Kit Harington                             | Daniele Giuliani                          |
| Bradley Fillion                           | Conor McGregor                            |                                           |
| Caleb Thies                               | Peter Weller                              |                                           |
| Wolf                                      | Deniz Akdeniz                             | Francesco Rizzi                           |
| Tee                                       |                                           | Silvio Pandolfi                           |
| Zombi                                     |                                           |                                           |
| Andre Wright                              | Jay Pharoah                               | Federico Viola                            |
| Poindexter Zittermann                     | Seth Green                                | Jacopo Calatroni                          |
| Sally Simpson                             | Sasheer Zamata                            | Tania De Domenico                         |
| Aaron "A.J." Jordaniels                   | Ike Barinholtz                            | Matteo Brusamonti                         |
| Willard Wyler                             | Paul Reubens                              | Diego Sabre                               |
| David Hasselhoff                          | David Hasselhoff                          | Giorgio Locuratolo                        |
| Kevin Smith                               | Kevin Smith                               | Claudio Moneta                            |
| Pam Grier                                 | Pam Grier                                 |                                           |
| Cassandra Peterson                        | Cassandra Peterson                        |                                           |

## Accoglienza e critica
Il 2 maggio 2016 è stato pubblicato su YouTube il trailer d'annuncio, che ha raggiunto i 3 milioni e mezzo di "non mi piace", o dislike, diventando il 2º video di YouTube con il più alto numero dietro solo al video musicale di Baby di Justin Bieber. Tale trailer ha suscitato l'ira dei fan della saga per l'ennesimo Call of Duty ambientato in un universo futuro con un sistema di movimento già molto criticato da Call of Duty: Advanced Warfare che presenta l'utilizzo di jet pack e propulsori, continuando a lasciarsi alle spalle i precedenti successi acclamati ambientati nelle varie guerre mondiali passate.
La versione rimasterizzata di Call of Duty 4: Modern Warfare non accontenta i giocatori, che comunque per mettere le mani sopra al titolo precedentemente citato saranno obbligati ad acquistare anche Infinite Warfare. L'amministratore delegato di Activision, Eric Hirshberg, in un'intervista in risposta a ciò ha dichiarato come anche Call of Duty: Black Ops II, che è stato il primo della serie ambientato in un universo futuro e non ambientato in realtà storiche, sia stato uno dei più criticati ma alla fin fine si sia rivelato come uno dei più apprezzati. Ha inoltre precisato di aver capito la voglia dei giocatori di tornare alle origini e per questo motivo Activision ha preso la scelta di mettere in sviluppo una versione rimasterizzata di Call of Duty 4.

## Edizioni speciali
Legacy Edition
Nella Legacy Edition, oltre a una copia di Call of Duty: Infinite Warfare è presente Call of Duty: Modern Warfare Remastered.
Legacy Pro Edition
Nella Legacy Pro Edition, oltre a una copia di Call of Duty: Infinite Warfare è presente Call of Duty: Modern Warfare Remastered, il Season Pass del gioco, una steelbook da collezione, la soundtrack ufficiale ed altri contenuti aggiuntivi.
Digital Deluxe
Nella Digital Deluxe, acquistabile tramite lo store della propria console, oltre a una copia digitale di Call of Duty: Infinite Warfare è presente Call of Duty: Modern Warfare Remastered e il Season Pass del gioco.